# George Leveson-Gower, II conte di Granville
George Leveson-Gower, secondo conte di Granville (Granville George Leveson Gower, 2nd Earl Granville; Londra, 11 maggio 1815 – Londra, 31 marzo 1891), è stato un politico britannico.
Conte (in inglese Earl), ministro degli Esteri della Gran Bretagna dal 1851 al 1852, dal 1870 al 1874 e dal 1880 al 1885. Fu leader del Partito Liberale e ministro delle Colonie dal 1868 al 1870 e nel 1886.
In tutta la sua carriera espresse una politica di non intervento. Dovette tuttavia affrontare la crisi egiziana del 1881-1882 e il dramma di Charles George Gordon in Sudan. Fu stretto collaboratore del primo Ministro William Ewart Gladstone, del quale condivise la politica.

## Gli inizi
Dopo la formazione all'Eton College e al Christ Church di Oxford, Granville si recò a Parigi per un breve periodo durante il quale seguì il padre nel lavoro di ambasciatore. Tornato a Londra, nel 1836 entrò nella Camera dei Comuni fra i Whig, eletto nel collegio di Lichfield. Nel 1840 sposò Lady Acton (Marie Louise Pelline de Dalberg), vedova di Sir Richard Acton e madre dello storico Lord Acton. Dal 1846 fu membro della Camera dei Lord ed ebbe per la prima volta la carica di ministro degli Esteri nel dicembre 1851 con il governo liberale di John Russell, che, però, cadde due mesi dopo.

## Con Gladstone
Fra il 1852 e il 1866 fu per tre volte, occupando quasi sempre lui la carica, Presidente del Consiglio privato (Lord President of the Council). Dal 1868 iniziò a ricoprire cariche di rilievo nei governi liberali che si susseguirono, tutti capeggiati da William Ewart Gladstone. Fu ministro delle Colonie nel primo governo Gladstone dalla nascita dell'esecutivo (dicembre 1868) fino al luglio 1870, quando passò agli Affari Esteri. Ricoprì ancora la carica di ministro degli Esteri nel secondo governo Gladstone dal 1880 al 1885 e tornò Ministro delle Colonie per un breve periodo nel 1886 con il terzo governo Gladstone.

## Agli Esteri dal 1870 al 1874
Morto Lord Clarendon, Gladstone chiamò al Foreign Office Granville, che si trovò subito a gestire la complicata questione della guerra Franco-Prussiana e tutte le reazioni che si ebbero in Europa come conseguenza.

### Dopo la guerra franco-prussiana
Nell'autunno del 1871 la Russia, approfittando della sconfitta francese, dichiarò nulle le clausole del trattato di Parigi (1856) che la obbligavano a rinunciare ad una flotta nel Mar Nero. La Gran Bretagna, avversaria della Russia in Asia centrale, allarmatasi della mossa, reclamò la validità dei trattati e si appellò per questo al Primo ministro prussiano Otto von Bismarck.

L'idea di Granville era che, dal momento che la Francia non sarebbe stata più di alcuna utilità in Medio Oriente, la Prussia avrebbe potuto afferrare l'occasione di divenire la “naturale alleata” della Gran Bretagna aderendo al gruppo di nazioni che firmarono il trattato di Parigi garantendone le clausole (compresa quella della smilitarizzazione russa del Mar Nero).

Granville scrisse a Gladstone: «Ciò allevierebbe piuttosto che appesantire gli obblighi dell'Inghilterra e costituirebbe un efficiente freno contro i tentativi della Russia di farli osservare». Ma la Prussia (che intanto era divenuta Germania) era troppo lontana politicamente dalle altre due potenze del gruppo di Parigi (Francia e Austria) e troppo vicina geograficamente al potenziale nemico, la Russia, per poter accettare. Fatto sta che la linea di Granville di avvicinamento alla Germania fu perseguita dalla Gran Bretagna per i trent'anni successivi, pur senza risultati tangibili.

### I rapporti con la Russia

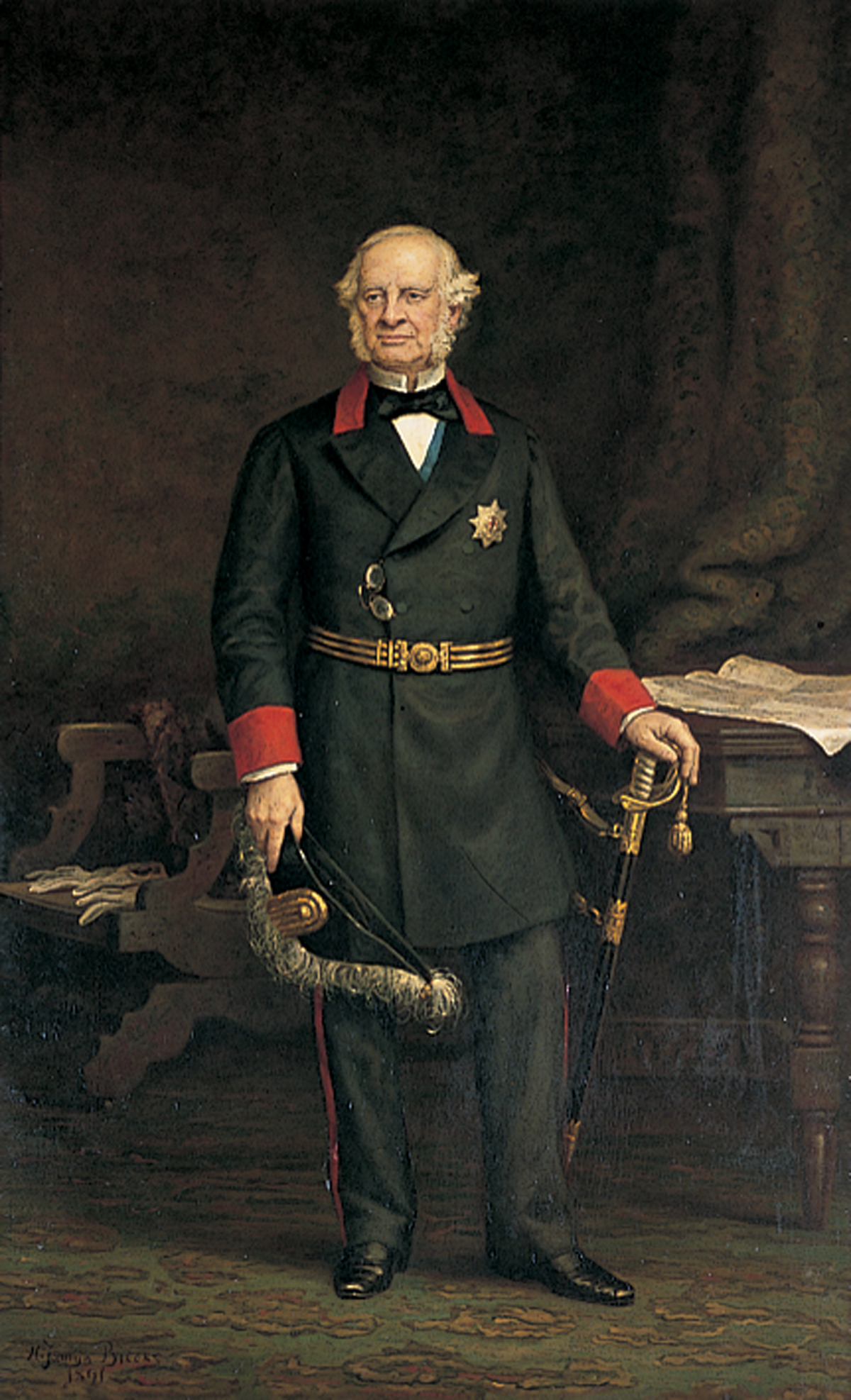
George Granville si trovò a gestire l'espansione russa nell'Asia centrale.

Bismarck si rese disponibile, però, a fare da mediatore e Granville dispose una conferenza che si tenne a Londra dal gennaio al marzo del 1871. Vi parteciparono tutte le nazioni europee del Congresso di Parigi del 1856 (al posto del Regno di Sardegna figurò, ovviamente, l'Italia). Risultato della Conferenza fu, semplicemente, il riconoscimento della cessazione della validità delle clausole del Trattato di Parigi riguardanti la smilitarizzazione del Mar Nero che penalizzavano gli interessi russi nell'area mediterranea e balcanica. I russi ottennero, quindi, ciò che desideravano, ma la conferenza li costrinse a riconoscere che i trattati non potevano essere modificati unilateralmente. Ciò fu di grande importanza per i casi analoghi del futuro.
La Conferenza di Londra del 1871 non fu l'unico grattacapo che i russi procurarono a Granville. Egli doveva fare i conti con l'aggressività dell'esercito dello Zar in Asia centrale. Ancora nel 1871, una zona neutrale tra la Russia asiatica e l'Afghanistan (stato cuscinetto nella sfera d'influenza dell'India britannica) fu concordata tra Granville e l'ambasciatore russo a Londra Pëtr Andreevič Šuvalov. Nel 1873, tuttavia, la Russia prese possesso del Khanato di Khiva all'interno della zona neutrale e Granville, consapevole che solo una guerra avrebbe potuto fermare la Russia, cedette alla forza e accettò il fatto compiuto.

## Agli Esteri dal 1880 al 1885
Dopo la vittoria elettorale dei Liberali del 1880, la Regina Vittoria contattò i due leader del partito vincente, Granville e Hartington. Entrambi proposero, ma Granville con maggiore convinzione, il capo carismatico dei liberali, Gladstone, come guida del nuovo governo. La regina accettò. E Il nuovo esecutivo, il secondo governo Gladstone, vide nuovamente Granville agli Esteri.

### L'Egitto
Dopo un anno dal nuovo incarico ministeriale, l'attenzione di Granville si concentrò sull'Egitto, possedimento ottomano, dove il canale di Suez rappresentava uno snodo fondamentale del sistema commerciale dell'Impero britannico.

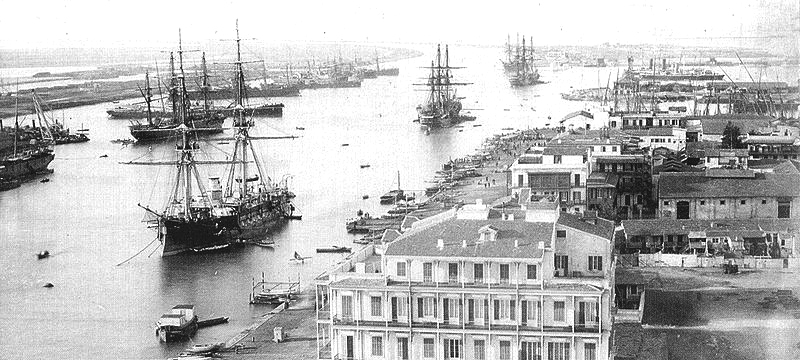
Porto Said, all'imbocco mediterraneo del Canale di Suez nel 1880. Dopo l'insurrezione degli indipendentisti egiziani, Granville si attivò per un'azione europea a tutela del Canale.

Nel 1881 il Sultano turco Abdul-Hamid II aveva perso ogni controllo del Paese a causa dei successi del movimento indipendentista. Granville avrebbe preferito convincere i turchi a ristabilire l'ordine in Egitto ma la Francia si oppose fermamente. Parigi, infatti, che condivideva con Londra interessi economici nel Paese, voleva impedire che si stabilisse un precedente di autodeterminazione, avendo mire espansionistiche anche in Tunisia, altro territorio ottomano.

Nel gennaio 1882 il Presidente del Consiglio francese Léon Gambetta cercò di varare, quindi, un'audace politica di intervento anglo-francese, con grande disappunto di Granville. Caduto il governo Gambetta, Granville e il nuovo presidente del Consiglio francese Charles de Freycinet furono d'accordo che dovesse riunirsi a Costantinopoli una conferenza internazionale, ma i francesi non vi ammisero i turchi e non si arrivò a nulla.
In quei giorni (luglio 1882) l'ex Presidente della Camera italiano Francesco Crispi fece da intermediario fra la Gran Bretagna e l'Italia per un eventuale partecipazione di quest'ultima alla spedizione in Egitto. Granville che aveva una buona opinione dell'esercito italiano, e Gladstone, accettarono poiché ambivano ad un'azione europea. Ma all'ultimo minuto, il ministro degli Esteri italiano Pasquale Stanislao Mancini rifiutò. Né Granville accettò di riprendere le trattative poiché, come disse, l'Inghilterra non aveva alcun bisogno di supplicare.
Quando, finalmente, Gran Bretagna e Francia si accordarono per un intervento di occupazione del Canale di Suez, il Parlamento francese, il 31 luglio, lo bocciò. Gli inglesi tentarono ancora la strada negoziale con i turchi, ma senza successo e il 13 settembre 1882 una forza britannica sbarcata sconfisse le forze nazionaliste rivoluzionarie nella battaglia di Tell al-Kebir. Il Sultano fu informato che il suo aiuto non era più necessario. L'Egitto, di fatto, era divenuto protettorato britannico.

### Il Sudan e l'Italia in Africa
Con l'azione in Egitto, Londra ereditò la difficile situazione in Sudan, considerato protettorato egiziano e, quindi, inglese. Nel novembre del 1882, l'esercito egiziano, comandato da ufficiali britannici, fu sconfitto dai soldati del Mahdi Muhammad Ahmad e Londra decise di evacuare il Sudan dagli egiziani. L'incarico fu affidato al generale Charles George Gordon nei confronti del quale il governo inglese si dimostrò premuroso quanto vago nelle istruzioni. Il 18 gennaio 1884, Granville gli comprò personalmente il biglietto del treno-traghetto per Calais, prima tappa verso Khartum.
Giunto in Sudan, Gordon cominciò l'evacuazione ma a marzo la città fu completamente circondata. L'assedio durò mesi, nell'indecisione del governo di Londra, e si concluse (gennaio 1885) con la sconfitta di Gordon che fu trucidato dai mahdisti. Nei diari dell'assedio, Gordon immagina lo stato d'animo di Granville che avrebbe auspicato una sua resa, considerando troppo costosa una missione di soccorso.
Durante l'assedio di Khartum, sul finire del 1884, Granville maturò l'idea di far occupare dagli italiani le zone sulle coste del Mar Rosso che, abbandonate dagli egiziani, correvano il rischio di essere invase dalle truppe del Mahdi o di essere occupate dai francesi. L'invito ad intervenire fu rivolto da Granville all'ambasciatore italiano Costantino Nigra il 21 dicembre 1884. Dopo i preparativi e qualche incertezza, l'8 febbraio 1885, i bersaglieri entravano a Massaua. L'Italia iniziava la sua politica coloniale.

### L'Africa del Sud-Ovest tedesca
Nelle stesse circostanze, il 24 aprile 1884, Bismarck comunicò a Londra che l'avventuriero tedesco Adolf Lüderitz in Namibia si trovava sotto la protezione di Berlino. Gli inglesi, impegnati con la vicenda di Gordon, non pensarono subito a rivendicazioni territoriali, né riuscirono, però, a risolvere il problema di occupare una zona libera da ogni vincolo. Londra cioè si rifiutava di annettersi un territorio poco interessante che il Dominion di Città del Capo, a sua volta, si rifiutava di amministrare.

Nel giugno del 1884, Bismarck uscì allo scoperto e chiese al governo britannico di istituire un vero e proprio protettorato sull'Africa del Sud-Ovest. Inaspettatamente Granville, forse condizionato dai problemi in Sudan, dichiarò di essere favorevole, così come lo era Gladstone. Ebbe inizio l'avventura coloniale della Germania.
Il 26 dicembre Granville scrisse al ministro delle colonie Edward Derby: «C'è qualcosa di leggermente ridicolo nella corsa generale alle colonie e sarei lieto se potessimo evitare di parteciparvi […] Noi non siamo gelosi dei tedeschi».

Il sentimento britannico sul colonialismo ai tempi di Granville era protettivo e nello stesso tempo vitale.

### La ripresa del Grande gioco in Asia
Il "Grande gioco" in Asia centrale fra Gran Bretagna e Russia vide sfumare un altro momento di grave tensione nel 1884 quando, a seguito dell'occupazione russa della capitale capitale dei turkmeni, Marv, Granville e il suo oomologo russo Nikolaj Karlovič Girs ricucirono pazientemente la crisi.

## Gli ultimi tempi
Dopo un ultimo incarico al Ministero delle Colonie nel 1886, Granville non ricoprì più cariche governative. Dal 1856 alla sua morte, avvenuta nel 1891, fu Cancelliere dell'Università di Londra e, come tale, sostenne l'ammissione agli studi delle donne.

## Matrimoni

### Primo matrimonio
Sposò, il 25 luglio 1840, Marie Louise Pelina von Dalberg, figlia del duca Emmerich Joseph von Dalberg e di sua moglie Pelina Brignole-Sale. Era la vedova di Sir Richard Acton, e madre dello storico Lord Acton. Morì nel 1860.

### Secondo matrimonio
Sposò, il 26 settembre 1865, Castila Rosalind Campbell, figlia di Walter Frederick Campbell, V di Islay e di Woodhall, e di sua moglie, Catherine Cole. Ebbero cinque figli:
- Lady Victoria Alberta Leveson-Gower (14 aprile 1867-11 febbraio 1953), sposò Harold Hastings John Russell, ebbero tre figli;
- Lady Sophia Castelia Mary Leveson-Gower (25 febbraio 1870-22 marzo 1934), sposò Hugh Morrison, ebbero un figlio;
- George Leveson-Gower, III conte Granville (4 marzo 1872-21 luglio 1939);
- Lady Susan Katherine Leveson-Gower (21 agosto 1876-7 maggio 1878);
- William Leveson-Gower, IV conte di Granville (11 luglio 1880-25 giugno 1953).

## Ascendenza
|                                                 |                                          |                                                   | Genitori                                        |  |  | Nonni |  |  | Bisnonni                          |  |  | Trisnonni                          |  |
|                                                 |                                          |                                                   |                                                 |  |  |       |  |  | John Leveson-Gower, I conte Gower |  |  | John Leveson-Gower, I barone Gower |  |
|                                                 |                                          |                                                   |                                                 |  |  |       |  |  | John Leveson-Gower, I conte Gower |  |  | John Leveson-Gower, I barone Gower |  |
|                                                 |                                          | lady Catherine Manners                            |                                                 |  |  |       |  |  | John Leveson-Gower, I conte Gower |  |  |                                    |  |
| Granville Leveson-Gower, I marchese di Stafford |                                          |                                                   |                                                 |  |  |       |  |  | John Leveson-Gower, I conte Gower |  |  |                                    |  |
|                                                 |                                          | lady Evelyn Pierrepont                            | Evelyn Pierrepont, I duca di Kingston-upon-Hull |  |  |       |  |  |                                   |  |  |                                    |  |
|                                                 |                                          | lady Evelyn Pierrepont                            | Evelyn Pierrepont, I duca di Kingston-upon-Hull |  |  |       |  |  |                                   |  |  |                                    |  |
|                                                 |                                          | lady Evelyn Pierrepont                            | lady Mary Feilding                              |  |  |       |  |  |                                   |  |  |                                    |  |
| Granville Leveson-Gower, I conte Granville      |                                          | lady Evelyn Pierrepont                            |                                                 |  |  |       |  |  |                                   |  |  |                                    |  |
|                                                 |                                          | Alexander Stewart, VI conte di Galloway           | James Stewart, V conte di Galloway              |  |  |       |  |  |                                   |  |  |                                    |  |
|                                                 |                                          | Alexander Stewart, VI conte di Galloway           | James Stewart, V conte di Galloway              |  |  |       |  |  |                                   |  |  |                                    |  |
|                                                 |                                          | Alexander Stewart, VI conte di Galloway           | lady Catherine Montgomerie                      |  |  |       |  |  |                                   |  |  |                                    |  |
| lady Susannah Stewart                           |                                          | Alexander Stewart, VI conte di Galloway           |                                                 |  |  |       |  |  |                                   |  |  |                                    |  |
|                                                 |                                          | lady Catherine Cochrane                           | John Cochrane, IV conte di Dundonald            |  |  |       |  |  |                                   |  |  |                                    |  |
|                                                 |                                          | lady Catherine Cochrane                           | John Cochrane, IV conte di Dundonald            |  |  |       |  |  |                                   |  |  |                                    |  |
|                                                 |                                          | lady Catherine Cochrane                           | lady Anne Murray                                |  |  |       |  |  |                                   |  |  |                                    |  |
| George Leveson-Gower, II conte di Granville     |                                          | lady Catherine Cochrane                           |                                                 |  |  |       |  |  |                                   |  |  |                                    |  |
|                                                 | William Cavendish, IV duca di Devonshire | William Cavendish, III duca di Devonshire         |                                                 |  |  |       |  |  |                                   |  |  |                                    |  |
|                                                 | William Cavendish, IV duca di Devonshire | William Cavendish, III duca di Devonshire         |                                                 |  |  |       |  |  |                                   |  |  |                                    |  |
|                                                 | William Cavendish, IV duca di Devonshire | Catherine Hoskins                                 |                                                 |  |  |       |  |  |                                   |  |  |                                    |  |
| William Cavendish, V duca di Devonshire         | William Cavendish, IV duca di Devonshire |                                                   |                                                 |  |  |       |  |  |                                   |  |  |                                    |  |
|                                                 |                                          | Charlotte Elizabeth Boyle, marchesa di Hartington | Richard Boyle, III conte di Burlington          |  |  |       |  |  |                                   |  |  |                                    |  |
|                                                 |                                          | Charlotte Elizabeth Boyle, marchesa di Hartington | Richard Boyle, III conte di Burlington          |  |  |       |  |  |                                   |  |  |                                    |  |
|                                                 |                                          | Charlotte Elizabeth Boyle, marchesa di Hartington | lady Dorothy Savile                             |  |  |       |  |  |                                   |  |  |                                    |  |
| lady Harriet Cavendish                          |                                          | Charlotte Elizabeth Boyle, marchesa di Hartington |                                                 |  |  |       |  |  |                                   |  |  |                                    |  |
|                                                 |                                          | John Spencer, I conte Spencer                     | lord John Spencer                               |  |  |       |  |  |                                   |  |  |                                    |  |
|                                                 |                                          | John Spencer, I conte Spencer                     | lord John Spencer                               |  |  |       |  |  |                                   |  |  |                                    |  |
|                                                 |                                          | John Spencer, I conte Spencer                     | lady Georgiana Caroline Carteret                |  |  |       |  |  |                                   |  |  |                                    |  |
| lady Georgiana Spencer                          |                                          | John Spencer, I conte Spencer                     |                                                 |  |  |       |  |  |                                   |  |  |                                    |  |
|                                                 |                                          | Margaret Poyntz                                   | Stephen Poyntz                                  |  |  |       |  |  |                                   |  |  |                                    |  |
|                                                 |                                          | Margaret Poyntz                                   | Stephen Poyntz                                  |  |  |       |  |  |                                   |  |  |                                    |  |
|                                                 |                                          | Margaret Poyntz                                   | Anna Maria Mordaunt                             |  |  |       |  |  |                                   |  |  |                                    |  |
|                                                 |                                          | Margaret Poyntz                                   |                                                 |  |  |       |  |  |                                   |  |  |                                    |  |